# Trofeo de Carranza

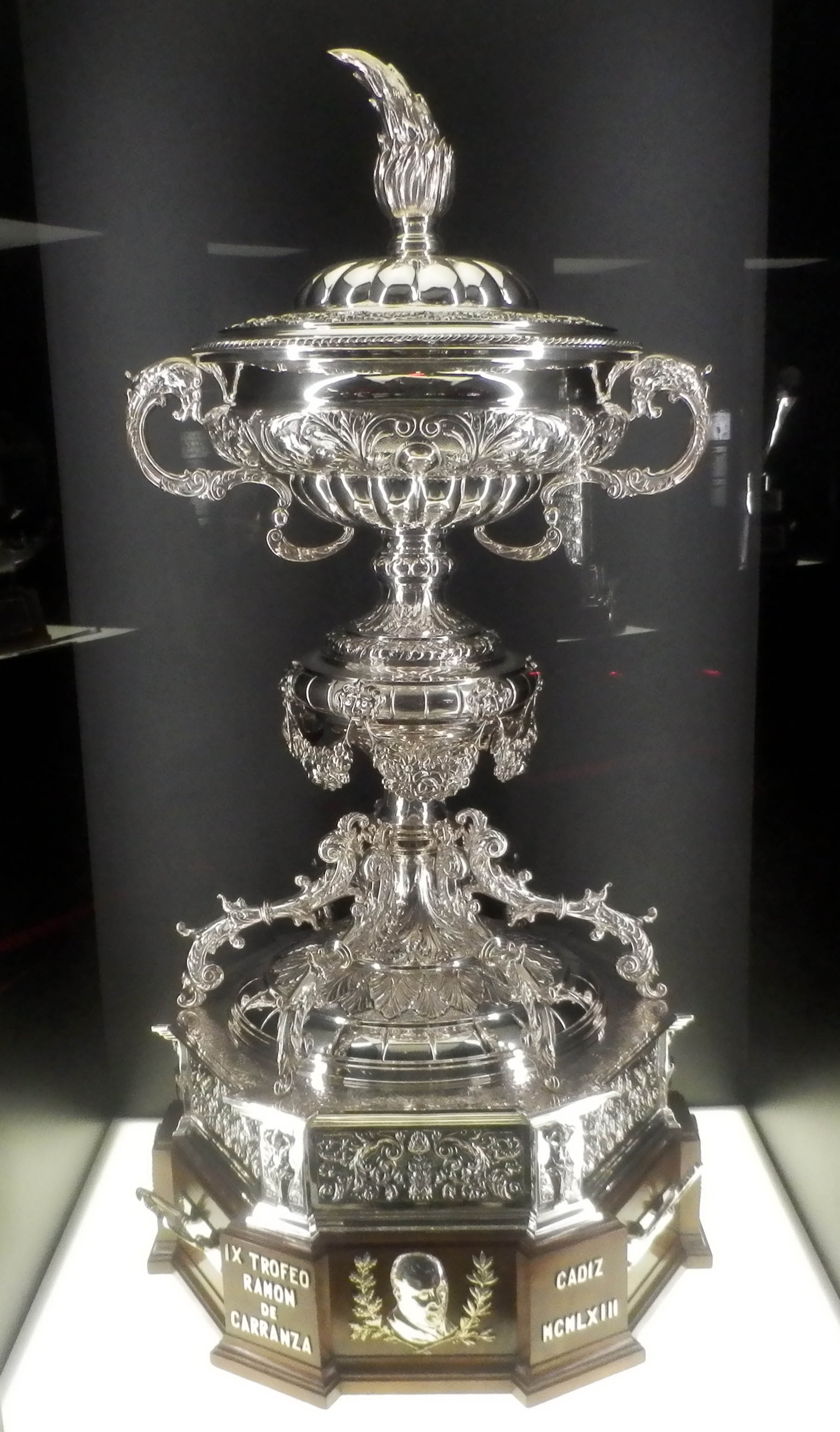
Trofeo de Carranza

De Trofeo de Carranza is een prestigieuze prijs die de winnaar van het voetbaltoernooi Torneo Ramón de Carranza ontvangt. Dit toernooi wordt ieder jaar in augustus gehouden in het Estadio Ramón de Carranza van Cádiz CF. Er nemen vier teams deel aan het Torneo de Carranza, onder wie Cádiz CF, die twee wedstrijden spelen: een halve finale en vervolgens de finale (winnaars van de halve finales) of de wedstrijd om de derde plaats (verliezers van de halve finales).

## Deelnemende clubs
| Editie        | Jaar | Kampioen                | Tweede plaats            | Derde plaats                     | Vierde plaats                    |
| ------------- | ---- | ----------------------- | ------------------------ | -------------------------------- | -------------------------------- |
| I (1ª)        | 1955 | Sevilla FC              | Atlético de Portugal     |                                  |                                  |
| II (2ª)       | 1956 | Sevilla FC              | Atlético de Madrid       |                                  |                                  |
| III (3ª)      | 1957 | Sevilla FC              | Athletic de Bilbao       | Racing de Paris -- Os Belenenses | Racing de Paris -- Os Belenenses |
| IV (4ª)       | 1958 | Real Madrid             | Sevilla FC               | Rapid Wien                       | AS Roma                          |
| V (5ª)        | 1959 | Real Madrid             | FC Barcelona             | AC Milan                         | Standard Luik                    |
| VI (6ª)       | 1960 | Real Madrid             | Athletic de Bilbao       | Stade de Reims                   | Eintracht Frankfurt              |
| VII (7ª)      | 1961 | FC Barcelona            | Peñarol                  | River Plate                      | Atlético de Madrid               |
| VIII (8ª)     | 1962 | Barcelona               | Real Zaragoza            | Internazionale                   | San Lorenzo                      |
| IX (9ª)       | 1963 | Benfica                 | Fiorentina               | FC Barcelona                     | Valencia CF                      |
| X (10ª)       | 1964 | Real Betis              | Benfica                  | Real Madrid                      | Boca Juniors                     |
| XI (11ª)      | 1965 | Real Zaragoza           | Benfica                  | CR Flamengo                      | Real Betis                       |
| XII (12ª)     | 1966 | Real Madrid             | Torino                   | Real Zaragoza                    | Corinthians                      |
| XIII (13ª)    | 1967 | Valencia CF             | Real Madrid              | Peñarol                          | CR Vasco da Gama                 |
| XIV (14ª)     | 1968 | Atlético de Madrid      | FC Barcelona             | Real Madrid                      | Valencia CF                      |
| XV (15ª)      | 1969 | Palmeiras               | Real Madrid              | Estudiantes de La Plata          | Atlético de Madrid               |
| XVI (16ª)     | 1970 | Real Madrid             | Independiente            | AC Milan                         | Athletic de Bilbao               |
| XVII (17ª)    | 1971 | Benfica                 | Peñarol                  | Valencia CF                      | Atlético de Madrid               |
| XVIII (18ª)   | 1972 | Athletic de Bilbao      | Benfica                  | Botafogo FR                      | Bayern München                   |
| XIX (19ª)     | 1973 | Espanyol                | Athletic de Bilbao       | AFC Ajax                         | Juventus                         |
| XX (20ª)      | 1974 | Palmeiras               | Espanyol                 | FC Barcelona                     | Santos FC                        |
| XXI (21ª)     | 1975 | Palmeiras               | Real Madrid              | Dinamo Moskou                    | Real Zaragoza                    |
| XXII (22ª)    | 1976 | Atlético de Madrid      | Athletic de Bilbao       | Palmeiras                        | Nacional de Montevideo           |
| XXIII (23ª)   | 1977 | Atlético de Madrid      | Internazionale           | Vasco de Gama                    | Cádiz CF                         |
| XXIV (24ª)    | 1978 | Atlético de Madrid      | River Plate              | Valencia                         | Bologna FC 1909                  |
| XXV (25ª)     | 1979 | Flamengo                | Ujpest Dozsa             | FC Barcelona                     | Cádiz CF                         |
| XXVI (26ª)    | 1980 | Flamengo                | Real Betis               | Dinamo Tbilisi                   | Cádiz CF                         |
| XXVII (27ª)   | 1981 | Cádiz CF                | Sevilla FC               | CSKA Sofia                       | Palmeiras                        |
| XXVIII (28ª)  | 1982 | Real Madrid             | Real Sociedad            | Real Betis                       | Cádiz CF                         |
| XXIX (29ª)    | 1983 | Cádiz CF                | Real Betis               | Peñarol                          | Levski Sofia                     |
| XXX (30ª)     | 1984 | Sporting Gijón          | Athletic de Bilbao       | Cádiz CF                         | FC Barcelona                     |
| XXXI (31ª)    | 1985 | Cádiz CF                | Grêmio                   | Sevilla FC                       | FK Sarajevo                      |
| XXXII (32ª)   | 1986 | Cádiz CF                | Real Betis               | Botafogo                         | Sporting Lissabon                |
| XXXIII (33ª)  | 1987 | Vasco de Gama           | Cádiz CF                 | Nacional de Montevideo           | Sevilla FC                       |
| XXXIV (34ª)   | 1988 | Vasco de Gama           | Atlético de Madrid       | Cádiz                            | Peñarol                          |
| XXXV (35ª)    | 1989 | Vasco de Gama           | Nacional de Montevideo   | Atlético de Madrid               | Cádiz CF                         |
| XXXVI (36ª)   | 1990 | Atlético Mineiro        | Santos                   | Cádiz CF                         | Atlético de Madrid               |
| XXXVII (37ª)  | 1991 | Atlético de Madrid      | Cádiz CF                 | Atlético Mineiro                 | Sevilla FC                       |
| XXXVIII (38ª) | 1992 | São Paulo FC            | Real Madrid              | PSV Eindhoven                    | Cádiz CF                         |
| XXXIX (39ª)   | 1993 | Cádiz CF                | Palmeiras                | Atletico de Madrid               | São Paulo FC                     |
| XL (40ª)      | 1994 | Cádiz CF                | Sevilla FC               | Real Madrid                      | SSC Napoli                       |
| XLI (41ª)     | 1995 | Atlético de Madrid      | Real Betis               | Cádiz CF                         | Real Zaragoza                    |
| XLII (42ª)    | 1996 | Corinthians             | Real Betis               | Atlético Celaya                  | Cádiz CF                         |
| XLIII (43ª)   | 1997 | Atlético de Madrid      | CD Tenerife              | Corinthians                      | Cádiz CF                         |
| XLIV (44ª)    | 1998 | Deportivo La Coruña     | Cádiz CF                 | Sampdoria                        | Real Betis                       |
| XLV (45ª)     | 1999 | Real Betis              | Lazio Roma               | Cádiz CF                         | Vasco de Gama                    |
| XLVI (46ª)    | 2000 | Real Betis              | Cádiz CF                 |                                  |                                  |
| XLVII (47ª)   | 2001 | Real Betis              | Málaga CF                | Celta de Vigo                    | Cádiz CF                         |
| XLVIII (48ª)  | 2002 | Real Mallorca           | Valencia CF              | Real Betis                       | Cádiz CF                         |
| XLIX (49ª)    | 2003 | Atlético de Madrid      | Málaga CF                | Real Betis                       | Cádiz CF                         |
| L (50ª)       | 2004 | Sevilla FC              | Valencia CF              | Cádiz CF                         | Lazio Roma                       |
| LI (51ª)      | 2005 | FC Barcelona            | Cádiz CF                 | Sporting Braga                   | Sevilla FC                       |
| LII (52ª)     | 2006 | Cádiz CF                | Real Betis               | Villarreal CF                    | Real Madrid                      |
| LIII (53ª)    | 2007 | Real Betis              | Real Zaragoza            | Real Madrid                      | Cádiz CF                         |
| LIV (54ª)     | 2008 | Sevilla FC              | Cádiz CF                 | Athletic Bilbao                  | Villarreal CF                    |
| LV (55ª)      | 2009 | Sevilla FC              | Deportivo La Coruña      | Cádiz CF                         | Valencia CF                      |
| LVI (56ª)     | 2010 | RCD Espanyol            | Atlético Madrid          | Sevilla FC                       | Cádiz CF                         |
| LVII (57ª)    | 2011 | Cádiz CF                | Málaga CF                | Udinese                          | Sporting Lissabon                |
| LVIII (58ª)   | 2012 | CD Nacional             | Rayo Vallecano           | CA Osasuna                       | Cádiz CF                         |
| LIX (59ª)     | 2013 | Sevilla FC              | Moghreb Athletic Tétouan | Cádiz CF                         |                                  |
| LX (60ª)      | 2014 | Atlético de Madrid      | UC Sampdoria             | Sevilla FC                       | Cádiz CF                         |
| LXI (61ª)     | 2015 | Atlético de Madrid      | Real Betis               | Granada                          | Cádiz CF                         |
| LXII (62ª)    | 2016 | Málaga                  | Cádiz CF                 | Atlético de Madrid               | All Stars Nigeria                |
| LXIII (63ª)   | 2017 | Las Palmas              | Málaga                   | Villarreal CF                    | Cádiz CF                         |
| LXIV (64ª)    | 2018 | Real Betis              | Las Palmas               | Cádiz CF                         |                                  |
| LXV (65ª)     | 2019 | Atlético Bilbao vrouwen | Tottenham Hotspur        | Real Betis/ Real Madrid          |                                  |